# Бадюрова, Катержина
Катержина Бадюрова (чеш. Kateřina Baďurová, род. 18 декабря 1982 года, Острава, Чехия) — чешская прыгунья с шестом, серебряный призёр чемпионат мира 2007 года, участница летних Олимпийских игр 2004 и 2008 года. Трижды становилась чемпионкой Чехии на стадионе (2001, 2004, 2007) и дважды в помещении (2004, 2007).

## Биография и карьера
Дебютировала на международной арене в 1999 году. После серебряной медали на чемпионате мира 2007 года Катержина получила серьёзную травму — разрыв связки левого колена. Не сумев восстановить былую форму, завершила карьеру в 2009 году. С 2010 года работает спортивным тренером.
11 сентября 2010 года вышла замуж за чешского прыгуна в высоту Томаша Янку.

## Основные результаты
| Год  | Соревнования                      | Место проведения   | Место  | Результат |
| ---- | --------------------------------- | ------------------ | ------ | --------- |
| 1999 | Чемпионат мира среди юношей       | Быдгощ, Польша     | 5      | 3,75 м    |
| 2002 | Чемпионат Европы                  | Мюнхен, Германия   | 28 (q) | 3,80 м    |
| 2004 | Чемпионат мира в помещении        | Будапешт, Венгрия  | 17 (q) | 4,10 м    |
| 2004 | Летние Олимпийские игры           | Афины, Греция      | 12     | 4,20 м    |
| 2006 | Чемпионат Европы                  | Гётеборг, Швеция   | 16 (q) | 4,30 м    |
| 2007 | Чемпионат мира                    | Осака, Япония      | 2      | 4,75 м    |
| 2007 | Всемирный легкоатлетический финал | Штутгарт, Германия | 6      | 4,60 м    |
| 2008 | Летние Олимпийские игры           | Пекин, Китай       | 35 (q) | NM        |